# Представництво Президента України в Автономній Республіці Крим
Представництво Президента України в Автономній Республіці Крим (ППУвАРК) — державний орган, представництво, метою якого є сприяння виконанню в Автономній Республіці Крим повноважень, покладених на Президента України, після окупації Криму Росією у 2014 році відповідає за підтримку та забезпечення політичних, соціальних, інформаційних, культурних та інших зв'язків з громадянами України, які проживають на окупованому півострові.
З 2021 року на базі Представництва діє Кримська платформа та експертна рада.
Після вторгнення Росії в Україну у 2022 році офіс Представництва у місті Херсон тимчасово припинив роботу.

## Історія
Представництво Президента України в Автономній Республіці Крим було засноване у 1992 році, його діяльність регламентована Законом України «Про Представника Президента України», яким визначено необхідність створення Представництва в Криму, яке мало забезпечувати реалізацію повноважень Президента на території Автономної Республіки. 17 грудня 1992 року Верховна Рада України ухвалила окремий закон, що закріпив правовий статус Представництва як органу виконавчої влади. Ця дата офіційно вважається днем його заснування.
31 березня 1994 року Указом Президента України було створено постійне Представництво Президента України в Республіці Крим. Основними завданнями Представництва були контроль за дотриманням Конституції та законодавства України на території автономії, а також забезпечення політичної та соціально-економічної стабільності.
31 січня 1996 року Представництво отримало свою сучасну назву — Представництво Президента України в АР Крим. Після ухвалення Конституції України у червні того ж року його статус було закріплено в окремій статті 139, яка визначила Представництво як конституційний орган виконавчої влади на території Криму.
Першим Постійним Представником було призначено Валерія Горбатова.
У 1998 році нова Конституція АР Крим, затверджена Верховною Радою України, визначила додаткові функції Представництва. Воно отримало повноваження щодо контролю за відповідністю нормативних актів влади Криму Конституції та законам України, а також кадрові функції в організації місцевої державної влади. У 2000 році Закон України «Про Представництво Президента України в Автономній Республіці Крим» розширив функції цього органу, зокрема в частині правозахисної діяльності та розв'язання міжнаціональних питань.
Після окупації Криму Російською Федерацією у 2014 році діяльність Представництва у Сімферополі була припинена. З метою продовження роботи в умовах тимчасової окупації, Представництво було переміщене до Херсона, у 2019 році — відкритий додатковий офіс у Києві, який став основним. У нових умовах основними завданнями Представництва стали підтримка конституційних прав громадян України на окупованій території та координація зусиль для деокупації Криму.
У 2017 році Указом Президента України було введено спеціальні посадові обов'язки першого заступника Постійного Представника, відповідального за питання кримськотатарського народу. Відповідно до нового законодавства про державну службу, у структурі Представництва також створено посаду Керівника апарату.
У 2021 році Президент України Володимир Зеленський затвердив Стратегію деокупації та реінтеграції Автономної Республіки Крим та міста Севастополя, що стала основоположним документом для діяльності Представництва. Того ж року було ініційовано Кримську платформу — міжнародний консультаційно-координаційний формат, спрямований на мобілізацію міжнародної спільноти для підтримки деокупації Криму.
Після повномасштабного вторгнення Росії в Україну у 2022 році та окупації частини офіс Представництва у місті Херсон тимчасово припинив роботу.
У 2022 році Представництво продовжило свою діяльність у рамках Кримської платформи, організувавши Другий саміт на рівні глав держав та урядів, а також Перший Парламентський саміт у Загребі. Пріоритетом діяльності Представництва залишається забезпечення прав громадян України на окупованій території та мобілізація міжнародної підтримки для відновлення територіальної цілісності України.

## Діяльність
Представництво Президента України в Автономній Республіці Крим після окупації півострова Росією у 2014 році виконує ключові функції з надання правової допомоги особам, чиї права були порушені. Співпрацюючи з правозахисними організаціями, Представництво документує випадки порушень прав громадян України, корінних народів, регулярно інформуючи про обшуки, затримання та політичні переслідування кримських татар та українців в окупованому Криму.
Надаючи юридичні консультації з питань майнових прав, громадянства та доступу до державних послуг, Представництво сприяє молоді у вступі до вищих навчальних закладів. Одним із важливих досягнень стало ухвалення закону, який визнає результати навчання осіб, що проживали в окупованому Криму, що дозволяє таким громадянам здобувати українську освіту і державні дипломи.
Представництво надає необхідну допомогу для підтримки внутрішньо переміщених осіб з Криму, які проживають в інших регіонах України. 
Відбувається реалізація різних інформаційних кампаній, такі як «Моя війна почалась в Криму» та «#10роківСпротиву», щоб привернути увагу до спротиву мешканців Криму окупації. Також реалізовується ініціатива «Листи до вільного Криму», що закликає громадян писати листи підтримки політв'язням у Криму та РФ, надаючи їм моральну підтримку та впливаючи на умови їхнього утримання, у рамках якої було відправлено понад 800 листів, та проєкт «ШУМ», спрямований на співпрацю з медійними особами та публікацію матеріалів про рухи спротиву, а також надання регулярних звітів про ситуацію на окупованій території.
Співпрацюючи з Радою національної безпеки і оборони України та іншими державними органами, Представництво бере участь у розробці стратегій деокупації та реінтеграції Криму. Воно долучилося до створення Закону України «Про корінні народи України», прийнятого у липні 2021 року, який визнає права кримських татар, караїмів та кримчаків. Також Представництво було залучене до формування «Стратегії деокупації та реінтеграції Криму», затвердженої Президентом України у березні того року, що окреслює кроки для відновлення контролю над півостровом.
У 2023 році розпочато роботу над Стратегією економічного відновлення Криму, інтегрованою в загальний План повоєнного відновлення України та проєкт «We build Crimea» у його рамках, спрямований на створення нових робочих місць, підтримку малого та середнього бізнесу та залучення міжнародних інвесторів для відбудови економіки регіону.
Для підготовки до післяокупаційних реалій Представництво проводить симуляційні навчання для посадовців та активістів, воркшопи для молоді, працює над когнітивною деокупацією, що включає боротьбу з російською пропагандою серед населення, відновлення української освіти та інформаційної сфери. У цей же період було розроблено Дорожню карту та план заходів на 2024-2027 роки для підтримки реінтеграційних процесів.
На базі Представництва з 2021 року діє офіс Кримської платформи, який здійснює моніторинг ситуації на окупованому півострові щодо прав людини, економіки, екології та культурної спадщини, сприяє виконанню Стратегії деокупації та реінтеграції Криму, інформує громадян України з Криму та організовує саміти в рамках Кримської платформи.
Спільно з Національним агентством України з питань державної служби, Представництво реалізує проєкт з підготовки кадрового резерву для роботи на деокупованих територіях України.

## Представники Президента України в Автономній Республіці Крим
1. Горбатов Валерій Миронович (1994—1996)
2. Степанюк Дмитро Петрович (1996—1997)
3. Кисельов Василь Олексійович (1997—1999)
4. Корнійчук Анатолій Васильович (1999—2002)
5. Діденко Олександр Миколайович (2002—2005)
6. Куліш Володимир Іванович (2005—2006)
7. Москаль Геннадій Геннадійович (2006—2007)
8. Шемчук Віктор Вікторович (2007)
9. Хоменко Володимир Петрович (2007)
10. Жунько Леонід Михайлович (2008—2010)
11. Куніцин Сергій Володимирович (2010)
12. Яцуба Володимир Григорович (2011)
13. Плакіда Віктор Тарасович, (в. о.) (2011)
14. Плакіда Віктор Тарасович (2012—2014)
15. Куніцин Сергій Володимирович (лютий — березень 2014)
16. Попович Наталія Костянтинівна (05.2014 — 08.2017)[28]
17. Бабін Борис Володимирович (17.08.2017 — 03.12.2018)[29][30]
18. Гданов Ізет Рустемович (в. о.)(2018—2019) [31]
19. Кориневич Антон Олександрович (25.06.2019 — 25.04.2022)[32]
20. Ташева Таміла Равілівна (25.04.2022 — 4.12.2024)[33]
21. Куришко Ольга Миколаївна, в.о. (4.12.2024 —24.01.2025)[34]
22. Куришко Ольга Миколаївна (з 24 січня 2025)[1]

## Статус
Представництво Президента України в Автономній Республіці Крим діє на підставі Конституції України, Закону України «Про Представництво Президента України в Автономній Республіці Крим», а також ряду указів Президента, що регламентують його діяльність.
Відповідно до Закону, Представництво забезпечує реалізацію державної політики на території Криму, а також захист прав і свобод громадян України, які проживають на тимчасово окупованій території або перемістилися з неї. Основні функції Представництва включають аналітичну, правозахисну, кадрову та інформаційну діяльність. Представник і його заступники призначаються Президентом України і мають відповідні повноваження для виконання цих завдань.
Згідно з Указом Президента України № 117/2021 «Про рішення Ради національної безпеки і оборони України від 11 березня 2021 року „Про Стратегію деокупації та реінтеграції тимчасово окупованої території Автономної Республіки Крим та міста Севастополя”», Представництво відіграє ключову роль у впровадженні Стратегії деокупації. Цей документ передбачає комплекс заходів для відновлення державного суверенітету України в Криму та інтеграції півострова після деокупації.
Крім того, Указ Президента № 491/2021 «Про окремі заходи, спрямовані на деокупацію та реінтеграцію тимчасово окупованої території Автономної Республіки Крим та міста Севастополя» визначає конкретні пріоритетні напрями діяльності Представництва. Це включає міжнародну співпрацю, підготовку до реінтеграції, координацію гуманітарних ініціатив та захист культурної спадщини півострова.
Важливою частиною діяльності Представництва є також підтримка внутрішньо переміщених осіб (ВПО), що передбачено Законом України «Про забезпечення прав і свобод внутрішньо переміщених осіб». Представництво сприяє захисту прав цих осіб та їхньому доступу до державних послуг.
Представництво Президента України в АРК має ключову роль у реалізації державної політики щодо Криму, захисту прав громадян на окупованих територіях, а також підготовці до деокупації та реінтеграції півострова відповідно до затверджених стратегічних документів.